# Olivia Hofmann
Olivia Hofmann (ur. 8 sierpnia 1992 r. w Innsbrucku) – austriacka strzelczyni sportowa, uczestniczka Igrzysk Olimpijskich w Rio de Janeiro.

## Kariera
W 2016 roku została srebrną medalistką Pucharu Świata w Bangkoku. Brała udział w igrzyskach w Rio de Janeiro w konkurencji karabinu małokalibrowego w trzech pozycjach z 50 m. Kwalifikacje zakończyła na 3. miejscu, co dało jej awans do finału, w którym z łączną liczbą 424,5 punktów zajęła 5. miejsce. Na tych samych zawodach wzięła również udział w kategorii karabin pneumatyczny, 10 m, które zakończyła na 10. miejscu.

## Życie prywatne
Studiowała architekturę. Pracuje jako trenerka fitness. Zna język niemiecki oraz angielski. Prócz strzelectwa, interesuje się również bieganiem i badmintonem, lubi także czytać. Jest leworęczna.

## Igrzyska olimpijskie
| Igrzyska | Miejscowość    | Konkurencja                               | Kwalifikacje | Kwalifikacje | Finał                   | Finał                   |
| Igrzyska | Miejscowość    | Konkurencja                               | Wynik        | Pozycja      | Wynik                   | Pozycja                 |
| -------- | -------------- | ----------------------------------------- | ------------ | ------------ | ----------------------- | ----------------------- |
| IO 2016  | Rio de Janeiro | Karabin pneumatyczny, 10 m                | 415,7        | 10.          | Nie zakwalifikowała się | Nie zakwalifikowała się |
| IO 2016  | Rio de Janeiro | Karabin małokalibrowy, trzy pozycje, 50 m | 586          | 3. Q         | 424,5                   | 5.                      |

## Źródła
- Profil zawodniczki na stronie MKOL
- Olivia na stronie ISSF
- http://www.projektrio.at/unsere-athleten/olivia-hofmann/profil
- https://www.meinbezirk.at/themen/olivia-hofmann.html
- http://www.olympiazentrum-tirol.at/olivia-hofmann-holt-quotenplatz-fuer-rio/